# Adobe Photoshop Elements
Adobe Photoshop Elements是Adobe Systems推出的光栅图编辑器，售价为Adobe Photoshop的六分之一，或者与相关硬件捆绑出售，如打印机和数码相机。它包含了为Adobe Photoshop的大多数特性。这个程序允许用户在同一产品中创建、编辑、组织和共享图像。
最初Photoshop Elements与 Photoshop 7一起发行，面向摄影爱好者，因此缺少许多有用的特性。例如，Photoshop Elements不能以CMYK色彩模式导出文件，只支持简化的色彩管理系统，并且不包含细节软打样。它还去除了所有的或只提供简单版本的插件，对象为非专业人员（如移除红眼或改变照片中的肤色）。一些版本还可以打开、编辑和保存PDF文件。
Photoshop LE（Limited Edition，受限版本）是Adobe在Elements推出前發行的消費版點陣圖編輯軟體。Photoshop LE的使用限制和Elements相似。

## Macintosh版本
Macintosh版本的Photoshop Elements自从2006年第一季度的4.0版以后就没有更新过，这使得Intel Mac用户没有原生解决方案。这是由于iPhoto带来了许多特性并且免费包含在每个Mac上，这就阻碍了第三方产品的成功。 但是在2008年3月24日，Adobe还是决定为Macintosh平台发布Elements 6.0版本。

### Mac版发行历史
- 第2版: 2002年
- 第3版: 2004年
- 第4版: 2006年
- 第6版: 2008年
- 第10版: 2011年

### Windows版发行历史
- 第1版: 2001年4月
- 第2版: 2002年8月
- 第3版: 2004年10月
- 第4版: 2005年10月
- 第5版: 2006年10月
- 第6版: 2007年10月
- 第7版: 2008年10月
- 第8版: 2009年9月
- 第9版: 2010年9月
- 第10版: 2011年9月
- 第11版: 2012年9月
- 第12版: 2013年9月
- 第13版: 2014年9月
- 第14版: 2015年9月
- 第15版: 2016年10月
- 2018、2019、2020、2021、2022、2023：2017年10月、2018年10月、2019年10月、2020年10月、2021年10月、2022年10月

## 进一步了解
- Photoshop Elements 4 Solutions, by Mikkel Aaland
- Photoshop Elements 5: The Missing Manual, by Barbara Brundage
- The Hidden Power of Photoshop Elements 4, by Richard Lynch